# Townshend (Vermont)
Townshend – miasto w Stanach Zjednoczonych, w stanie Vermont, w hrabstwie Windham.